# شركة الهلال للبترول
شركة نفط الهلال هي أول وأكبر شركة خاصة للنفط والغاز في الشرق الأوسط. تأسست شركة نفط الهلال عام 1971، ويقع مقرها الرئيسي في إمارة الشارقة، الإمارات العربية المتحدة، ولها عمليات حالية في كل من الإمارات العربية المتحدة وإقليم كردستان العراق. اعتبارًا من عام 2023، وقعت شركة نفط الهلال ووزارة النفط العراقية ثلاثة عقود مدتها عشرون عامًا حيث تركز الشركة جهودها على المساعدة في إعادة تنمية العراق.
كما تعد شركة الهلال للبترول المساهم المؤسس والأكبر في شركة دانة غاز، أول وأكبر شركة غاز طبيعي مدرجة في القطاع الخاص في الشرق الأوسط.
الشركة هي شركة تابعة لمجموعة الهلال، وهي شركة عائلية متنوعة تشمل شركة الهلال للمشاريع، وهي شركة متعددة الجنسيات يقع مقرها الرئيسي في دولة الإمارات العربية المتحدة، باعتبارها الشركة الفرعية الرئيسية الأخرى. رئيس مجلس إدارة شركة الهلال للبترول ومؤسسها هو حامد جعفر ورئيسها التنفيذي هو ماجد جعفر.

## التاريخ

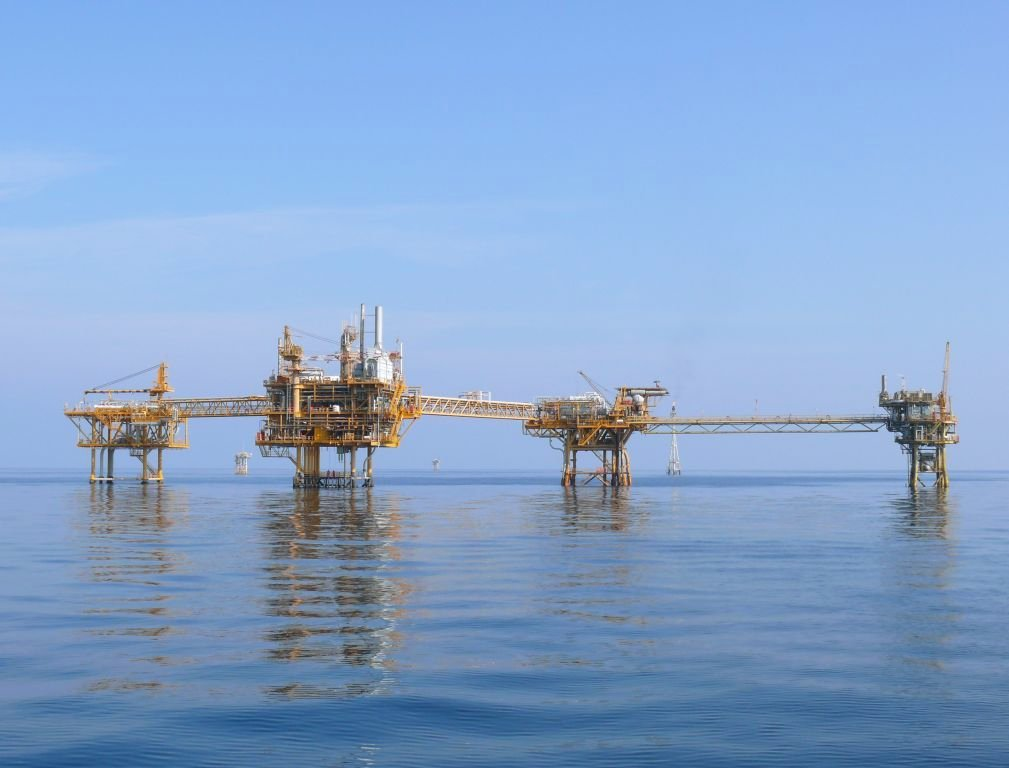
حقل مبارك النفطي

يرتبط ظهور شركة نفط الهلال باكتشافاتها البحرية في حقل مبارك عام 1972. في عام 1969، منحت حكومة الإمارات العربية المتحدة حقل مبارك لشركة بوتس للغاز والنفط الدولية، وهي شركة تابعة مملوكة بالكامل لشركة نفط الهلال.
وفي خطوة تمثل رقماً قياسياً عالمياً في ذلك الوقت، نجحت شركة نفط الهلال في تشغيل حقل مبارك بكامل طاقته الإنتاجية خلال 13 شهراً من اكتشاف البئر التأكيدية، بمعدل يزيد على 60 ألف برميل من النفط يومياً. وقد أدى هذا المشروع إلى حصول الشارقة على الاعتراف الدولي.
كان أول مشروع دولي لشركة كريسنت بتروليوم في عام 1973، عندما حصلت على حقوق الاستكشاف في المنطقة رقم 1، وهي منطقة بحرية تقع في ما يعرف الآن بالجبل الأسود، والتي كانت آنذاك جزءاً من يوغوسلافيا. وتبع ذلك في عام 1981 امتيازات لمنطقة مساحتها 232 كيلومتر مربع (90 ميل2) كتلة في حوض سان خورخي في الأرجنتين. في عام 1979، اكتشفت شركة نفط الهلال حقل غاز الزوراء – المملوك حاليًا لشركة دانة غاز والذي تديره – قبالة سواحل الإمارات العربية المتحدة.
في عام 1986، حصلت شركة كريسنت بتروليوم على امتيازات استكشافية لكتل في حوض بوتوار ‏ في باكستان، ثم شكلت لاحقًا مشروعًا مشتركًا مع أموكو (علامة تجارية) (التي أصبحت اليوم شركة بي بي )، والذي استمر حتى عام 1990. خلال الثمانينيات والتسعينيات، حصلت شركة نفط الهلال على امتيازات إضافية في كندا وفرنسا وتونس ومصر وباكستان واليمن. خلال فترة الركود التي شهدها قطاع الطاقة في تسعينيات القرن العشرين، اتخذت شركة نفط الهلال قرارًا بالتخلي عن مواقعها الدولية وإعادة تركيز الاهتمام على الفرص المتاحة في منطقة الشرق الأوسط وشمال أفريقيا.
في عام 2002، أصبحت شركة نفط الهلال موفر الخدمات الفنية لحقل بخا البحري في سلطنة عُمان. كما كانت المشغّل الفني للامتيازات في عجمان وأم القيوين ورأس الخيمة حتى عام 2004.
تأسست شركة دانة غاز في عام 2005، وكانت شركة نفط الهلال هي المساهم الأكبر فيها. وكان الطرح العام الأولي للشركة هو الطرح الأكثر نجاحًا والأكبر في تاريخ دولة الإمارات العربية المتحدة، حيث اجتذب أكثر من 2 مليار دولار أمريكي من المستثمرين في أكثر من 50 دولة. في عام 2007 دخلت شركتا دانة غاز ونفط الهلال إلى إقليم كردستان العراق. وفي العام التالي، تأسست شركة مدن الغاز كمشروع مشترك بين شركة نفط الهلال وشركة دانة غاز. تأسست الشركة الجديدة بهدف إنشاء مدن صناعية في منطقة الشرق الأوسط وشمال أفريقيا وجنوب آسيا، والتي صممت لاستخدام الغاز الطبيعي بشكل منهجي كوقود ومواد خام للمشاريع الصناعية.
من عام 2012 إلى عام 2014، حصلت شركة نفط الهلال على تأهيل مسبق للعديد من المشاريع الإقليمية.

## الأرقام القياسية العالمية
حصلت شركة كريسنت بتروليوم على العديد من الأرقام القياسية العالمية التشغيلية بما في ذلك أعمق مقطع أفقي قصير تم حفره وأعمق حفرة رفيعة تم تغليفها بغلاف قابل للتمدد في عام 1992.

## الهيكل التنظيمي للشركة

### نظرة عامة على الهيكل التنظيمي للشركة
تتكون مجموعة الأعمال العائلية العراقية من رئيس مجلس الإدارة حميد جعفر مع ابنيه كمديرين تنفيذيين رئيسيين. ماجد جعفر ‏ هو نائب رئيس مجلس إدارة مجموعة الهلال والرئيس التنفيذي لشركة الهلال للبترول، بينما بدر جعفر هو العضو المنتدب لمجموعة الهلال ورئيس شركة الهلال للبترول والرئيس التنفيذي لشركة الهلال للمشاريع.

## العمليات الحالية
لدى شركة الهلال للبترول عمليات حالية في دولة الإمارات العربية المتحدة وإقليم كردستان العراق، ومصالح في مصر من خلال شركتها التابعة دانة غاز. يقع المقر الرئيسي للشركة في دولة الإمارات العربية المتحدة ولها مكاتب دولية في المملكة المتحدة وفي جميع أنحاء العراق. تعمل حاليًا في العراق والإمارات العربية المتحدة.

### العراق
تتمتع شركة نفط الهلال بحضور مستمر في بغداد منذ 30 عامًا ولديها التزام خاص تجاه البلاد بسبب جذور عائلة جعفر. للشركة مكاتب في أربيل والسليمانية في شمال العراق.
في تسعينيات القرن العشرين، دُعيت شركة نفط الهلال للتفاوض على عقود لتطوير عشرة حقول نفطية كبيرة تبلغ احتياطياتها ما بين مليار وعشرة مليارات برميل من النفط وتسع كتل في الصحراء الغربية. في عام 2005، وقعت شركة نفط الهلال مذكرة تفاهم مع شركة الاستكشافات النفطية العراقية، وهي قسم من وزارة النفط العراقية، تتضمن تفاصيل التعاون متعدد المستويات ودراسة التقييم لأحد حقول النفط العملاقة الموجودة في جنوب العراق. ووافقت شركة نفط الهلال على تدريب كوادر من وزارة النفط والشركات التابعة لها وساعدت في عملية تنفيذ دراسة التقييم. ومن أجل تنفيذ التفاصيل الأخرى لمذكرة التفاهم بشكل فعال، أنشأت شركة نفط الهلال ووزارة النفط لجنة توجيهية مشتركة للتعاون الفني، والتي تنسق أيضًا مشاركة شركة نفط الهلال في تطوير حقل راتاوي النفطي، وهو حقل نفط رئيسي (تبلغ سعته التقديرية أكثر من 10 مليارات برميل) في جنوب العراق والذي استكشفته شركة نفط الهلال في دراسات سابقة.
في أبريل 2018، وخلال جولة المناقصات الخامسة في العراق، منحت الحكومة العراقية شركة نفط الهلال ثلاثة امتيازات للنفط والغاز، هي: غلباط-قمر، وخشم أحمر-إنجانة في محافظة ديالى، وخضر الماي في جنوب العراق. وقد تم التوقيع على العقود بالأحرف الأولى، وهي الآن في انتظار التوقيع، وبعد ذلك ستستثمر الشركة في تطوير الحقول.

### العراق–حقلي كورمور وجمجمال في إقليم كردستان العراق

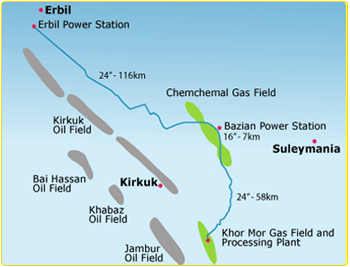
حقول خور مور وجمجمال

في أبريل 2007، أبرمت شركة دانة غاز اتفاقية مع حكومة إقليم كردستان العراق لتقييم وتطوير حقلين رئيسيين للغاز في إقليم كردستان العراق: خور مور وجمجمال. في أكتوبر 2007، تنازلت شركة دانة غاز عن 50% من حصتها في العقد لشركة نفط الهلال. منذ عام 2007. بدأت شركة دانة غاز وشركة نفط الهلال تطوير الحقول معًا كمشغلين.
وتمنح شروط العقد حقوقاً حصرية لتقييم وتطوير وتسويق وبيع المنتجات البترولية من حقلي الغاز الكبيرين خور مور وجمجمال، وتوفير إمدادات الغاز الطبيعي لتشغيل محطتين رئيسيتين لتوليد الكهرباء المحلية يجري بناؤهما في أربيل وجمجمال وكذلك للصناعات المحلية والتصدير.
في فبراير 2009، نقلت شركة دانة غاز وشركة نفط الهلال حصصهما المشاركة إلى شركة بيرل بتروليوم ‏ المحدودة، وهي شركة مشروع مشترك مملوكة بالتساوي لشركة دانة غاز وشركة نفط الهلال. وفي وقت لاحق من ذلك العام، أصبحت شركة OMV النمساوية وشركة MOL المجرية، وهما شركتان أوروبيتان كبيرتان في مجال الطاقة، مساهمتين بنسبة 10% في شركة بيرل بتروليوم. في عام 2015، أصبحت شركة RWE الألمانية العضو الثالث بحصة 10% من الشركة.
تم تنفيذ المشروع بعد 15 شهرًا من توقيع الاتفاقية. وقد شمل ذلك تطوير المنبع (توصيل واختبار وإعادة تشغيل آبار الغاز ‏ الحالية، والحصول على بيانات زلزالية ثنائية الأبعاد ‏ وتثبيت مرافق فصل الغاز ‏ ومعالجته)، وإنشاء مصنعين للغاز البترولي المسال (LPG) و 180 كيلومتر (112 ميل) خطوط الأنابيب. من خطوط الأنابيب في التضاريس الجبلية، والتي قام المشغل بتطهيرها من حقول الألغام بالتعاون مع منظمة غير ربحية تدعى مجموعة الاستشارات المتعلقة بالألغام ‏ (MAG). بدأت عمليات تسليم الغاز إلى محطة كهرباء أربيل في أكتوبر 2008.
كانت شركتا نفط الهلال ودانة غاز من أوائل شركات النفط والغاز العالمية التي استثمرت في إقليم كردستان العراق، وذلك بعد التزام مالكيهما تجاه المنطقة. في خمسينيات القرن الماضي، افتتح جد مجيد جعفر سدين لتوليد الطاقة الكهرومائية في الإقليم. وعندما بدأت الشركتان إنتاج الغاز في الإقليم عام 2008، كانوا أول من قام بتطوير وتنفيذ البنية التحتية اللازمة لتزويد محطتين محليتين للطاقة في إقليم كردستان العراق.
يُعد استثمار بيرل بتروليوم في مشروع غاز كردستان أحد أكبر استثمارات القطاع الخاص في قطاع النفط والغاز في إقليم كردستان العراق، ويُوفر الكهرباء لأكثر من خمسة ملايين مواطن. وقدّرت شركة الخدمات المهنية متعددة الجنسيات "برايس ووترهاوس كوبرز" مساهمة المشروع في الناتج المحلي الإجمالي لإقليم كردستان العراق في عام 2017 بما يتراوح بين 10.7 مليار و18.3 مليار دولار أمريكي، وذلك من خلال توفير الكهرباء، حيث بلغت قيمة التوفير في تكاليف الوقود المُستَخدَمة في حكومة إقليم كردستان من بداية المشروع وحتى عام 2017 نحو 19.2 مليار دولار أمريكي. وقد قُدِّر انخفاض انبعاثات غازات الاحتباس الحراري بعد الانتقال من الديزل إلى الغاز في محطتي توليد الطاقة في كلٍّ من أربيل وجمجمال بنحو 29 مليون طن من مكافئ ثاني أكسيد الكربون حتى 31 ديسمبر 2017.
في عام 2019، وقعت شركة بيرل بتروليوم اتفاقية بيع غاز مدتها 20 عامًا مع حكومة إقليم كردستان لتمكين إنتاج وبيع 250 مليون قدم مكعب لكل يوم (7.1 مليون متر مكعب لكل يوم) إضافي من الغاز الطبيعي. بحلول عام 2021 لدعم توليد الكهرباء محليا بشكل أكبر. ومن المقرر أن يشمل التوسع الذي تبلغ تكلفته 700 مليون دولار أمريكي، والذي يجري تنفيذه حاليًا في مصنع خور مور، قطارين للإنتاج بالإضافة إلى حفر آبار جديدة لرفع إنتاج الغاز إلى 900 مليون قدم3/ي (25 مليون م3/ي)   بحلول نهاية عام 2023. وقد عين الكونسورتيوم مقاولاً للهندسة والمشتريات والبناء لتسليم أول قطار إنتاج من بين القطارين في مصنع خور مور. المرحلة الأولى ستزيد إنتاج المصنع بنسبة 60 بالمئة ليصل إلى 650 مليون قدم مكعب لكل يوم (18 مليون متر مكعب لكل يوم)     بحلول الربع الأول من عام 2022، في حين ستؤدي المرحلة الثانية من التوسعة في نهاية المطاف إلى رفع إجمالي الإنتاج إلى 900 مليون قدم مكعب لكل يوم (25 مليون متر مكعب لكل يوم).
في عام 2018، أكملت شركة بيرل بتروليوم أيضًا مشروع إزالة الاختناقات في المصنع لزيادة إنتاج الغاز بنسبة 30%. وتنتج الشركة حاليا 100 ألف برميل مكافئ نفطي يوميا في إقليم كردستان العراق. ويشمل الإنتاج اليومي 430 مليون قدم مكعب لكل يوم (12 مليون متر مكعب لكل يوم)     و15،500 برميل من المكثفات، مع قدرة غاز البترول المسال تزيد عن 1،000 طن يومياً. بلغ إجمالي الإنتاج التراكمي لشركة بيرل بتروليوم من عام 2008 إلى ديسمبر 2019 أكثر من 294 مليون برميل من النفط المكافئ، بما في ذلك 1198 مليار قدم مكعب (30 مليار متر مكعب) من الغاز، و49.2 مليون برميل من المكثفات، و1.99 مليون طن من غاز البترول المسال.

### الإمارات العربية المتحدة–امتياز سير أبو نعير

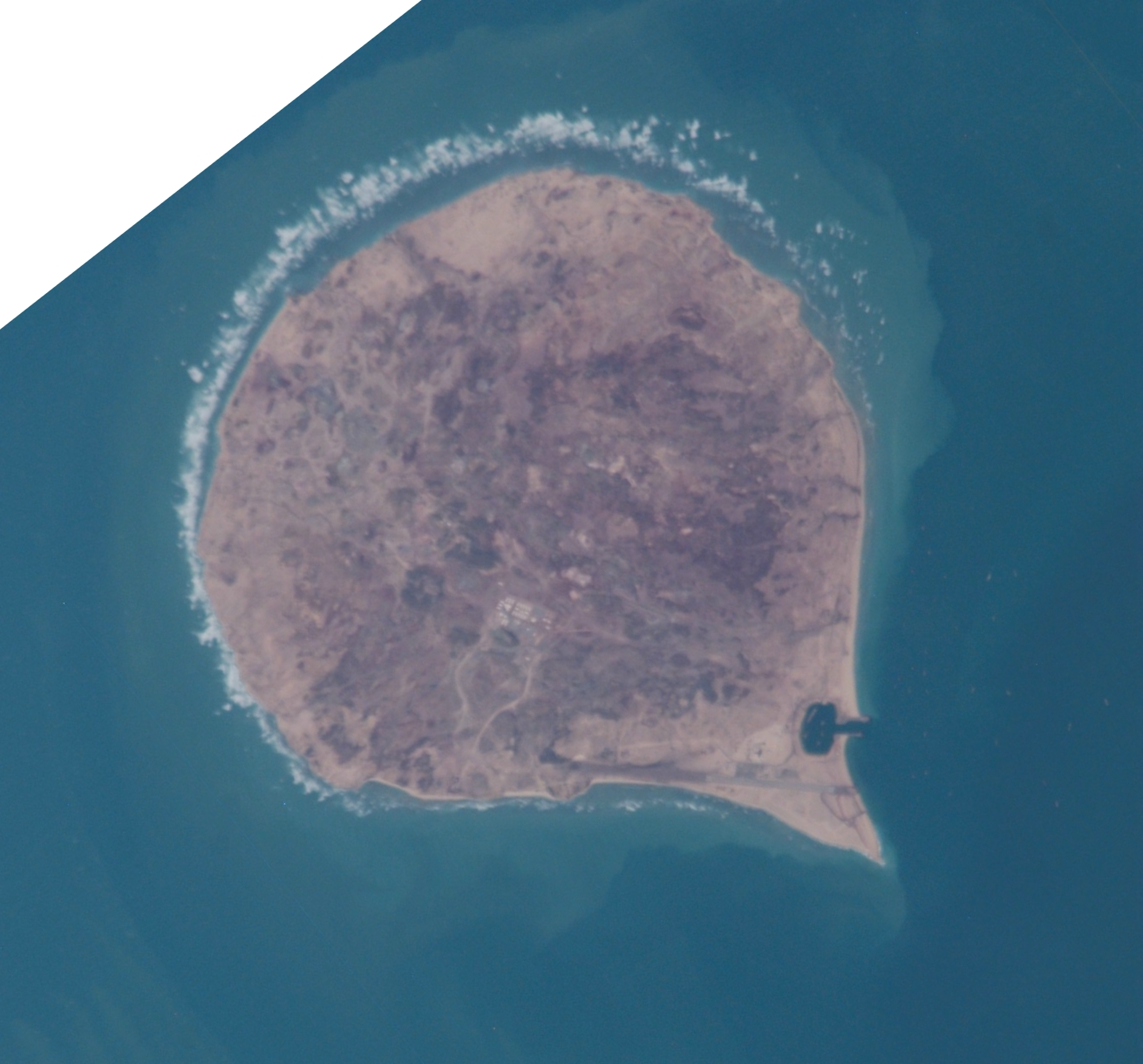
جزيرة صير أبو نعير

جزيرة صير أبو نعير (SAN)، التي تقع في وسط منطقة الامتياز التي تبلغ مساحتها 12 ميلاً بحرياً، هي جزء من إمارة الشارقة وتقع على بعد 80 كيلومتر (50 ميل) ساحلها. قبالة سواحل أبو ظبي، في وسط منطقة النفط البحرية. تحد هذه المساحة من الشرق مجمع حقل فتح النفطي في دبي، ومن الشمال حقل سري النفطي في إيران، ومن الغرب حقول النفط والغاز في أبو ظبي.
نفذت شركة نفط الهلال بنجاح مسحًا زلزاليًا ثنائي الأبعاد في عام 1999 في الحقل. وتبع ذلك في عام 2008 دراسة تصميمية شاملة للمسح ثلاثي الأبعاد وثنائي الأبعاد باستخدام نمذجة تتبع الأشعة وشملت جميع الخزانات المستهدفة في جميع أنحاء الجزيرة ومنطقة الامتياز بأكملها.
وفي عام 2009، أجريت دراسة أخرى تناولت تطوير مفاهيم اللعب الخاصة بالهياكل المرتبطة بالملح استناداً إلى البيانات المتاحة. في عام 2012، أجرت شركة نفط الهلال مسحًا جويًا للجاذبية والمغناطيسية ‏ فوق منطقة سان فرانسيسكو والمناطق المحيطة بها، حيث غطت مساحة قدرها 400 كيلومتر مربع (150 ميل2) لتطوير برنامج عمل الاستكشاف.

### الإمارات العربية المتحدة–مشروع توريد الغاز
ويشمل مشروع توريد الغاز في دولة الإمارات العربية المتحدة نقل ومعالجة وتوزيع وتسويق وبيع الغاز الطبيعي ومنتجات البترول ذات الصلة من إيران وموارد شركة الهلال النفطية المحلية لسوق دولة الإمارات العربية المتحدة. ساهمت شركة الهلال للبترول في تسهيل تطوير سوق الغاز في دولة الإمارات العربية المتحدة، كما طورت ونفذت العديد من مشاريع الغاز واسعة النطاق قبل مشروع توريد الغاز، بما في ذلك أول عقد لتوريد الغاز البري بين الإمارات من الشارقة لوزارة الكهرباء والمياه الاتحادية في دولة الإمارات العربية المتحدة في عام 1985، وعقد بين إمارة الشارقة ودبي في عام 1986، وأول اتفاقية بيع وشراء غاز بين الإمارات من خلال خط أنابيب مخصص من منشآتها البحرية في مبارك إلى جبل علي، دبي في عام 1991.
بالنسبة لمشروع توريد الغاز، وقعت شركة النفط الوطنية الإيرانية (NIOC) اتفاقية توريد الغاز لمدة 25 عامًا مع شركة كريسنت بتروليوم في عام 2001.
وتم إنشاء البنية التحتية للمشروع في دولة الإمارات العربية المتحدة، والتي تشمل محطة تحلية الغاز ‏ ومرافق النقل، باستثمارات أولية بلغت نحو 300 مليون دولار. وتعود ملكية البنية التحتية بشكل كبير إلى شركتي ساج غاز والإمارات العربية المتحدة–مشروع توريد الغاز، التابعتين لشركة دانا غاز (PJSC). واستثمرت شركة النفط الوطنية الإيرانية أيضًا أكثر من 1.5 مليار دولار أمريكي في المشروع، حيث قامت بتطوير الإنتاج في الموقع في حقل سلمان البحري ومرافق النقل الحيوية. كان من المقرر أن تبدأ أول إمدادات الغاز من إيران في عام 2008 ولكن لم يتم إجراء أي إمدادات على الإطلاق.
في يوليو 2009، رفعت شركة نفط الهلال دعوى تحكيم ضد شركة النفط الوطنية الإيرانية. بعد عدة سنوات، قضت محكمة دولية في عام 2014 بأن العقد المبرم لمدة 25 عامًا مع شركة النفط الوطنية الإيرانية لتوريد الغاز إلى شركة نفط الهلال كان صحيحًا وأن شركة النفط الوطنية الإيرانية انتهكت التزامها بتسليم الغاز منذ ديسمبر 2005. وتسعى شركة نفط الهلال حاليًا إلى المطالبة بالتعويضات من خلال التحكيم الدولي.

### مصر
من خلال شركتها التابعة دانة غاز، تعمل شركة نفط الهلال في سوق النفط والغاز في مصر منذ عام 2007. تدير شركة دانة غاز 14 عقد إيجار بموجب ثلاثة امتيازات في منطقة دلتا النيل وحصة قدرها 26.4 في المائة في مصنع لاستخراج سوائل الغاز في خليج السويس.

## العمليات السابقة

### حقل مبارك (1969–2009)
كان أول مشروع تولته شركة نفط الهلال هو حقل مبارك قبالة سواحل الإمارات العربية المتحدة. في عام ١٩٦٩، تم توقيع امتياز الاستكشاف والتطوير البحري لحقل مبارك قبالة سواحل الشارقة لأول مرة من خلال شركة بوتس للغاز والنفط الدولية، وهي شركة تابعة مملوكة بالكامل لشركة نفط الهلال.
بدأت أعمال المسح الزلزالي البحري في عام 1971. بدأت عمليات الحفر الاستكشافية الأولى في عام 1972 وتم وضع العمل على المسار السريع بعد تأكيد النتائج الأولية للاكتشاف. على الرغم من أن خزان مبارك يقع على عمق كبير وله طبقات معقدة (مع حدوث الملح السميك والمتحرك، والتشقق، وتدفقات المياه ذات الضغط العالي والطبقات المتعاقبة من التكوينات ذات الضغط الزائد والضغط المنخفض)، في غضون 13 شهرًا من اكتشاف البئر التأكيدي في عام 1972، كان الحقل يعمل بكامل إنتاجه بمعدل يزيد عن 60,000 برميل لكل يوم (9,500 م3/ي). كان هذا رقمًا قياسيًا عالميًا في ذلك الوقت لجلب حقل بحري إلى مجرى النهر بعد اكتشاف النفط.
شمل المشروع حفر ثلاث آبار إضافية، وتركيب منصة المعالجة، ومنصة رأس بئر إضافية، ومحطة تحميل التصدير، وخطوط الأنابيب، والهياكل الداعمة المرتبطة بها.
منذ بدء الإنتاج في عام 1974، شهد حقل مبارك عدة مراحل تطويرية. في عام 1977، أكملت شركة نفط الهلال المرحلة الأولية من تطوير خزان النفط في إيلام/مشرف، على عمق 4,700 متر (15,420 قدم).
في عام 1986، وقعت شركة نيست أوي الفنلندية وشركة إنتويل التي يقع مقرها في البحرين اتفاقية مع شركة كريسنت بتروليوم لتنفيذ برنامج حفر بحري في حقل مبارك. وتضمنت الاتفاقية حفر 11 بئراً بين عامي 1986 و1995 بتكلفة 110 مليون دولار.
بدأت الشركة تطوير خزان مكثفات الغاز في ثمامة على عمق 4,700 متر (15,420 قدم) في عام 1987 لإنتاج الغاز والمكثفات.
وفي يناير/كانون الثاني 1993، تم الاتفاق على مبيعات إضافية للغاز مع دبي ومن خلال شركة Consolidated Transmissions Inc، وهي شركة تابعة لشركة Crescent Petroleum، وبناء خط أنابيب بطول 92 كيلومتر (60 ميل)تم تشغيل خط أنابيب نقل الغاز البحري . يتمتع خط الأنابيب بطاقة نقل تبلغ 150 مليون قدم مكعب (4.2 مليون متر مكعب) يوميا في الظروف القياسية. وتجاوز إجمالي إنتاج حقل مبارك 100 مليون برميل من النفط والمكثفات، بالإضافة إلى نحو 300 مليار قدم مكعب من الغاز الطبيعي. وبلغ إجمالي الطاقة الإنتاجية للمعالجة نحو 60 ألف برميل يوميا من النفط والغاز.
وفي عام 1996، وقعت شركة إنتربرايز أويل (شل) اتفاقية مع شركة كريسنت بتروليوم لمواصلة تطوير حقل مبارك. تضمنت الاتفاقية تخصيص 25 مليون دولار لإجراء مسح زلزالي ثلاثي الأبعاد للحقل وحفر بئرين جديدتين على الأقل، مع تخصيص حصة 40% من الإنتاج المستقبلي من الآبار لشركة Enterprise Oil. في العام التالي، أبرمت شركة نفط الهلال اتفاقية لاستكشاف المزيد من حقل مبارك مع شركة OPIC Middle East Corporation، وهي شركة تابعة لشركة البترول الصينية (التي أصبحت الآن شركة CPC Corporation، تايوان).
في عام 2004، تم توقيع اتفاقية مع شركة ساستارو المحدودة (شركة تابعة لشركة سكاي بتروليوم) لمواصلة تطوير حقل مبارك. في أواخر عام 2005، قامت الشركة بحفر المزيد من الآبار الإضافية لزيادة إنتاج البترول.
تجاوز إجمالي استثمار شركة نفط الهلال في حقل مبارك 500 مليون دولار أميركي. بعد إنتاج متواصل لمدة 35 عاماً، سلمت شركة نفط الهلال امتياز حقل مبارك إلى حكومة الشارقة في عام 2009. قررت الشركة أن المجال قد وصل إلى نهايته الاقتصادية والتجارية. وبموجب هذا القرار تم تسليم كافة المرافق التشغيلية لحكومة الشارقة أيضًا.

### امتياز الشارقة البري (2010—2016)
في مايو 2010، وقعت شركة نفط الهلال وشركة روسنفت النفطية المملوكة للحكومة الروسية اتفاقية تعاون استراتيجي لتطوير فرص النفط والغاز في منطقة الشرق الأوسط وشمال أفريقيا بشكل مشترك.
وفي الشهر التالي، وقعت الشركتان اتفاقية امتياز ‏ بحضور نائب رئيس الوزراء الروسي آنذاك إيغور سيتشين ‏. وبموجب شروط الاتفاقية، ستتولى الشركتان تطوير امتياز الشارقة البري بشكل مشترك، حيث تمتلك شركة روسنفت حصة 49% كمصلحة مشاركة. واتفقت الشركتان على استثمار ما يقرب من 60 مليون دولار أميركي في أنشطة الاستكشاف الأولية، بما في ذلك حفر بئرين نفطيتين على عمق 4,500 متر (14,760 قدم). ويهدف المشروع إلى إنتاج المكثفات وسوائل الغاز الطبيعي التي يمكن استهلاكها محليًا وتصديرها دوليًا. وتضمنت الاتفاقية أيضًا التطوير المسؤول للبنية التحتية المحلية.
منذ عام 2014، تم حفر بئرين. تم التنازل عن الامتياز في فبراير 2016.

### الجبل الأسود/يوغوسلافيا السابقة (1973–1990)
من عام 1973 إلى عام 1990، امتلكت شركة كريسنت بتروليوم حقوق التنقيب في الكتلة رقم 1 في حوض البحر الأدرياتيكي ‏ الجنوبي قبالة سواحل الجبل الأسود. في مشروع مشترك مع شركة Jugopetrol Kotor، امتلكت الشركة حصة 49% من مساحة 3,830 كيلومتر مربع (1,480 ميل2) المنطقة. وعلى الرغم من تحديد احتمالات جيدة للحفر في المنطقة، فقد تم تسليم الامتياز في عام 1990 بسبب الاضطرابات السياسية.

### الأرجنتين (1981–1983)
من عام 1981 إلى عام 1983، امتلكت شركة كريسنت بتروليوم امتيازات لمنطقة بحرية في حوض خورخي على طول الساحل الأطلسي بالقرب من كومودورو ريفادافيا في مقاطعة تشوبوت باتاغونيا في جنوب الأرجنتين. في مشروع مشترك مع شركة Golfo Petrolero، امتلكت الشركة حصة بنسبة 52.44% من مساحة 232 كيلومتر مربع (90 ميل2) المنطقة. باعت الشركة حصصها إلى ياسيمينتو بتروليفيروس فيسكاليز (YPF).

### باكستان (1986–1990)
من عام 1986 إلى عام 1990، امتلكت شركة نفط الهلال امتيازين بحريين في حوض بوتوار بالقرب من نهر السند في الجانب الشمالي الغربي منه في باكستان. في البداية، امتلكت شركة نفط الهلال ٩٥% من حصة العمل، ثم طورت برنامجًا للمسح الزلزالي وحفرت أول بئر بالتعاون مع شركة أموكو (المعروفة حاليًا باسم بي بي)، وتقاسمتا الامتيازين في مشروع مشترك. عند انتهاء مدة الامتياز في عام 1990، أُعيدت الامتيازات إلى حكومة باكستان.

### كندا (1989–1990s)
في عام 1989، اشترت شركة كريسنت بتروليوم حصة مسيطرة في شركة بوتس ريسورسز كندا المحدودة (BRCL)، وهي الشركة المالكة لإنتاج واحتياطيات كبيرة من النفط والغاز في مقاطعتي ألبرتا وساسكاتشوان، بالإضافة إلى مساحة استكشاف كبيرة في مقاطعتي كولومبيا البريطانية والأقاليم الشمالية الغربية في كندا. في أوائل التسعينيات، باعت الشركة حصتها في BRCL.

### مصر (1990–1992)
في عام 1990، حصلت شركة نفط الهلال على امتياز شرق خالدة الذي يغطي مساحة 861 كيلومترًا مربعًا في الصحراء الغربية بمصر. انتهت صلاحية الامتياز وتم تسليمه مرة أخرى إلى حكومة مصر في عام 1992.

### اليمن (1991–1995)
من عام 1991 إلى عام 1995، حصلت شركة نفط الهلال على امتيازات في القطاعين 2 و9. باعتبارها الشريك الرئيسي في اتفاقية تقاسم الإنتاج مع شركة بريتيش غاز ولويزيانا لاند آند إكسبلوريشن وشركة كلايد بتروليوم وشركة إيتوشو وشركة إندونيسيا بتروليوم المحدودة (إنبكس)، والتي تم توقيعها في يناير 1991، قامت شركة كريسنت بتروليوم في البداية بتشغيل المنطقة 4,000 كيلومتر مربع (1,540 ميل2) لكل قطاع، ثم نقلت لاحقًا مسؤولية تشغيل القطاع 9 إلى شركة بريتيش غاز. وقد تم تسليم الامتيازات إلى الحكومة اليمنية بعد الانتهاء من برنامج العمل.

### مشروع غاز الخليج وجنوب آسيا
في عام 1991، أطلقت شركة نفط الهلال مشروع غاز الخليج وجنوب آسيا، وهو أول مشروع قابل للتنفيذ لإنتاج ونقل الغاز الطبيعي عبر خطوط الأنابيب وتسليمه من قطر إلى باكستان ثم إلى مواقع أخرى في جميع أنحاء جنوب آسيا. كان من المتوقع أن يقود مشروع غاز الخليج وجنوب آسيا التطورات البيئية الإقليمية والعالمية، إذ كان من شأن نجاحه أن يعني استبدال كميات كبيرة من زيوت الوقود في محطات الطاقة الباكستانية. استثمرت شركة نفط الهلال أكثر من 30 مليون دولار أمريكي في خطط التطوير، ووصلت بالمشروع إلى مرحلة النضج قبل التنفيذ؛ إلا أن المشروع أُلغي بسبب القيود السياسية.

## وصلات خارجية
الموقع الرسمي